# Synallaxe marron
Pseudasthenes steinbachi
Espèce
Statut de conservation UICN

 LC  : Préoccupation mineure
Le Synallaxe marron (Pseudasthenes steinbachi) est une espèce d'oiseaux de la famille des Furnariidae.

## Répartition
Cet oiseau est endémique d'Argentine.